# 서산 일락사 철불
서산 일락사 철불(瑞山 日樂寺 鐵佛)은 대한민국 충청남도 서산시 해미면, 일락사에 있는 철불이다. 1984년 5월 17일 충청남도의 문화재자료 제208호로 지정되었다.

## 개요
철불의 육계는 나타나지 않을 정도로 머리가 넓적하고 고개를 약간 앞으로 숙인 상태이다.
목에는 삼도가 뚜렷하게 있으며 가슴은 평평하고 풍만한 느낌을 주며 아랫배 바로 위에 대위가 지나며 승각기 매듭이 가지런하다.
불상의 특징은 결가부좌한 오른쪽 발로 즉 왼쪽 무릎 위에 올려놓은 오른쪽 발이 약간 두드러지게 위에 얹혀져야 정상인데 본 불상에서는 매우 밋밋해서 왼쪽 무릎위로 내려오는 대의자락이 거의 발가락 끝을 슬쩍 덮고 내려온 상태로 생동감이 적어 보인다.
현재 수덕사 성보박물관에서 전시중이며, 불상 높이는 80cm이며 좌폭은 60cm이다

## 참고 문헌
- 일락사 철불 - 국가유산청 국가유산포털